# حزب دموکرات چپ (ترکیه)
حزب چپ دموکرات چپ (به ترکی استانبولی: Demokratik Sol Parti, DSP) یکی از احزاب سیاسی ترکیه است که در سال ۱۹۸۵ توسط رخشان اجویت پایه گذاری شد.این حزب دارای گرایش سوسیال دموکراسی و کمالیسم است.